# Michael Gaston
Michael Gaston (Walnut Creek, 5 de novembro de 1962) é um ator norte-americano. Um dos seus papéis mais recentes é o personagem Gray Anderson na série de televisão Jericho.